# José Manuel Cruzalta
José Manuel Cruzalta (Tenancingo, México, 8 de abril de 1978) es un exfutbolista mexicano.

## Trayectoria
Su debut profesional fue en 1992 a los 14 años de edad, jugando para el equipo de tercera división Chayotes de Tenancingo.
Debutó en primera división el día 14 de febrero del 2001 en el Estadio Nemesio Díez, en un partido que su club el Toluca perdió de local 1-3 ante los Tecos en el que inició de titular y jugó todo el partido.
Sin ser un jugador con regularidad de minutos, consiguió estar en el club durante 9 años y medio, mismos en los que consiguió 4 campeonatos: Apertura 2002, Apertura 2005, Apertura 2008 y el Bicentenario 2010.
Salió de la institución mexiquense en el año 2010, para jugar con Monarcas Morelia a préstamo por un año. Al año siguiente, iría a la Liga de Ascenso para jugar con los Correcaminos de la UAT. Para el torneo Apertura 2011 volvería al cuadro de Toluca. En el Apertura 2012 es prestado a los Lobos BUAP, en donde presentaría su retiro en el torneo Clausura 2013.
En el año 2015, se reinaugura un estadio en el municipio de Tenancingo, Estado de México con el nombre de «José Manuel “Grillo” Cruzalta», en honor al futbolista.
En el mismo año, sería designado como asistente del técnico Marvin Cabrera en la categoría Sub-17 del Toluca.

## Clubes
| Club             | País   | Año         |
| ---------------- | ------ | ----------- |
| Deportivo Toluca | México | 2001-2010   |
| Monarcas Morelia | México | 2010        |
| Correcaminos     | México | 2011        |
| Deportivo Toluca | México | 2011 - 2012 |
| Lobos de la BUAP | México | 2012 - 2013 |

- Datos: Q6292993